# 1908 a jogalkotásban
1908-ben az alábbi jogszabályokat alkották meg:

## Magyarország

### Törvények
- 1908. évi I. törvénycikk A közös hadsereg és haditengerészet, valamint a honvédség ujonczlétszámának az 1908. évre való megállapitása tárgyában
- 1908. évi II. törvénycikk Az 1908. évre kiállitandó ujonczok megajánlásáról
- 1908. évi III. törvénycikk A nagykikinda-aradi helyi érdekü gőzüzemü vasut engedélyezéséről
- 1908. évi IV. törvénycikk A szabadka-gombos-palánkai helyi érdekü gőzüzemü vasut engedélyezéséről
- 1908. évi V. törvénycikk A II. osztályu keresetadóról, valamint a tőkekamat- és járadékadóról szóló törvények némely intézkedéseinek módositásáról
- 1908. évi VI. törvénycikk A birói és ügyészi szervezet módositásáról
- 1908. évi VII. törvénycikk Az ország erdélyi részeiben, továbbá a volt Kraszna, Közép-Szolnok, Zaránd megyék és a volt Kővár vidék területén a birtokrendezésről, arányositásról és tagositásról szóló 1871. évi LV., 1880. évi XLV. és 1892. évi XXIV. törvénycikkek módositásáról és kiegészitéséről
- 1908. évi VIII. törvénycikk A Somogy vármegyei egyesült helyi érdekü vasutak részvénytársaság tulajdonában egyesült somogyszobb-barcsi, balatonszentgyörgy-somogyszobbi és kaposvár-barcsi helyi érdekü vasutak épitésére és üzletére kiadott engedélyokiratok egyesitése tárgyában
- 1908. évi IX. törvénycikk A budapest-tiszai helyi érdekü vasut részvénytársaság tulajdonában egyesült budapest-lajosmizsei, kecskemét-tiszaughi és kecskemét-lajosmizsei helyi érdekü vasutak épitésére és üzletére kiadott engedélyokiratok egyesitése tárgyában
- 1908. évi X. törvénycikk A szatmár-mátészalkai h. é. vasut engedélyezése tárgyában
- 1908. évi XI. törvénycikk A kassa-hegyaljai helyi érdekü vasut engedélyezése tárgyában
- 1908. évi XII. törvénycikk A kölcsönös kereskedelmi és forgalmi viszonyoknak az Ő Felsége uralkodása alatt álló többi országokkal való szabályozása tárgyában Budapesten 1907. évi október hó 8-án kötött szerződés beczikkelyezéséről
- 1908. évi XIII. törvénycikk  Az 1851. évi vasuti üzletrendtartás hatályának további fentartásáról, valamint a mustra- és mintaoltalom ideiglenes szabályozásáról
- 1908. évi XIV. törvénycikk A magyar szent korona országainak pénzügyministere és a birodalmi tanácsban képviselt királyságok és országok pénzügyministere között a kétszeres megadóztatások elkerülése végett, valamint az egyenes adók körébe tartozó némely más ügy iránt létrejött egyezményről
- 1908. évi XV. törvénycikk  A gőzhajózási szállitás használata után járó adónak megszüntetéséről
- 1908. évi XVI. törvénycikk Az államadósságok után a magyar szent korona országai által vállalandó évi járulék tárgyában létrejött egyezményről
- 1908. évi XVII. törvénycikk A stajerlaki és aninai állami elemi iskolák elhelyezési költségeinek fedezéséről
- 1908. évi XVIII. törvénycikk A Nemzetközi Mezőgazdasági Intézet létesitése iránt 1905. évi junius hó 7-én Rómában kötött nemzetközi egyezmény beczikkelyezéséről
- 1908. évi XIX. törvénycikk  A czukorra vonatkozó törvényhozás tárgyában 1902. évi márczius hó 5-én kötött nemzetközi egyezményhez tartozó pótegyezmény és jegyzőkönyv beczikkelyezéséről
- 1908. évi XX. törvénycikk A Németbirodalommal 1891. évi deczember hó 6-án kötött kereskedelmi és vámszerződéshez tartozó, 1905. évi január hó 25-én kötött pótszerződés és az ennek életbeléptetésére vonatkozó "Nyilatkozat" beczikkelyezéséről
- 1908. évi XXI. törvénycikk Az Oroszországgal 1906. évi február hó 15/2-án kötött kereskedelmi és hajózási szerződés beczikkelyezéséről
- 1908. évi XXII. törvénycikk A Belgiummal 1906. évi február hó 12-én kötött kereskedelmi és hajózási szerződés beczikkelyezéséről
- 1908. évi XXIII. törvénycikk Az Olaszországgal 1906. évi február hó 11-én kötött kereskedelmi és hajózási szerződés beczikkelyezéséről
- 1908. évi XXIV. törvénycikk Az Olaszországgal 1906. évi február hó 11-én kötött állategészségügyi egyezmény beczikkelyezéséről
- 1908. évi XXV. törvénycikk A Németbirodalommal 1905. évi január hó 25-én kötött állategészségügyi egyezmény beczikkelyezéséről
- 1908. évi XXVI. törvénycikk Az Olaszországgal az ingó és ingatlan javak megszerzése és birtoklása tárgyában 1906. évi február 11-én kötött egyezmény beczikkelyezéséről
- 1908. évi XXVII. törvénycikk Az 1908. évi állami költségvetésről
- 1908. évi XXVIII. törvénycikk A szeszadóról, valamint a szesztermeléssel együttesen készitett sajtolt élesztő megadóztatásáról, ugyszintén a szeszkontingens megállapitásáról és annak felosztásáról
- 1908. évi XXIX. törvénycikk A Budapest székesfővárosban és környékén állami költségen létesitendő munkásházakról
- 1908. évi XXX. törvénycikk A m. kir. állami vasgyárak tüzelőanyag- és vasércz-szükségletének biztositása érdekében teendő némely intézkedésről
- 1908. évi XXXI. törvénycikk A magyar királyi államvasutak hálózatán szükséges épitkezési beruházások és a beszerzendő forgalmi eszközök költségeinek, továbbá az állami vasgyárak beruházási költségeinek fedezéséről
- 1908. évi XXXII. törvénycikk A császári királyi szabadalmazott kassa-oderbergi vasuttársaságnak nyujtandó további külön állami biztositásáról
- 1908. évi XXXIII. törvénycikk A budapesti helyi érdekü vasutak részvénytársaság gőzmozdonyu vasut vonalainak villamos üzemre való átalakitásának engedélyezése és a nevezett társaság vonalaira vonatkozó engedélyokiratnak és engedélyokirati függelékeknek egyesitése tárgyában
- 1908. évi XXXIV. törvénycikk A vácz-budapest-gödöllői helyi érdekü villamos vasut engedélyezéséről
- 1908. évi XXXV. törvénycikk A déldunavidéki helyi érdekü vasutak részvénytársaság baja-zombor-ujvidéki és hegyes-feketehegy-palánkai helyi érdekü vasut vonalainak épitésére és üzletére kiadott engedélyokiratok egyesitéséről
- 1908. évi XXXVI. törvénycikk A büntetőtörvénykönyvek és a bünvádi perrendtartás kiegészitéséről és módositásáról
- 1908. évi XXXVII. törvénycikk Az országgyülési képviselőválasztások feletti biráskodásról szóló 1899. évi XV. törvénycikk hatályának meghosszabbitásáról
- 1908. évi XXXVIII. törvénycikk A közegészségügy rendezéséről szóló 1876:XIV. tc. II. rész I. fejezetének (Közegészségügyi szolgálat a községeknél) módositásáról
- 1908. évi XXXIX. törvénycikk A birtokrendezést, különösen az urbéri elkülönitést, arányositást és tagositást tárgyazó 1836:VI., X., XII., 1840:VII., XXX., XXXI. és 1871:LIII. törvénycikkek módositásáról és kiegészitéséről
- 1908. évi XL. törvénycikk Az országos ügyvédi gyám- és nyugdijintézetről
- 1908. évi XLI. törvénycikk A végrehajtási eljárásról szóló 1881:LX. tc. módositása és kiegészitése tárgyában
- 1908. évi XLII. törvénycikk A rudolfsgnadi ármentesitő és belvizlecsapoló társulatnak nyujtandó rendkivüli segélyekről
- 1908. évi XLIII. törvénycikk Az állattenyésztés fejlesztéséről
- 1908. évi XLIV. törvénycikk A vasuti árufuvarozás tárgyában Bernben 1890. évi október hó 14-én létrejött s az 1892. évi XXV. törvénycikkel beiktatott nemzetközi egyezményhez Bernben, 1906. évi szeptember hó 19-én kötött második pótegyezmény beczikkelyezéséről
- 1908. évi XLV. törvénycikk A Rómában 1906. évi május hó 26-án kötött "Egyetemes postaszerződés" beczikkelyezéséről
- 1908. évi XLVI. törvénycikk Az elemi népiskolai oktatás ingyenességéről
- 1908. évi XLVII. törvénycikk A borhamisitásnak és hamisitott bor forgalomba hozatalának tilalmazásáról
- 1908. évi XLVIII. törvénycikk Budapest székesfőváros fejlesztéséről s a háztartásának rendezése végett teendő állami intézkedésekről
- 1908. évi XLIX. törvénycikk A vizi beruházásokról
- 1908. évi L. törvénycikk Az 1909. évi állami költségvetésről
- 1908. évi LI. törvénycikk Az állami számvitelről szóló 1897. évi XX. törvénycikk 85. §-ának módositásáról
- 1908. évi LII. törvénycikk A magyar szent korona országainak az ipari tulajdon védelmére alakult nemzetközi Unio kötelékébe való belépéséről
- 1908. évi LIII. törvénycikk Az iparban alkalmazott nők éjjeli munkájának tilalma iránt Bernben 1906. évi szeptember hó 26-án kötött nemzetközi egyezmény beczikkelyezéséről
- 1908. évi LIV. törvénycikk A Németbirodalommal az ipari tulajdonjogok kölcsönös oltalma iránt 1908. évi nov. hó 15-én kötött egyezmény beczikkelyezéséről
- 1908. évi LV. törvénycikk A kölcsönös kereskedelmi és forgalmi viszonyoknak az Ő Felsége uralkodása alatt álló többi országokkal való szabályozása tárgyában Budapesten, 1907. évi október hó 8-án kötött és az 1908. évi XII. törvénycikkbe iktatott szerződés XVI-dik és XVII-dik czikkeinek kiegészitése iránt létrejött pótszerződés beczikkelyezéséről
- 1908. évi LVI. törvénycikk A külkereskedelmi és forgalmi viszonyok ideiglenes rendezéséről
- 1908. évi LVII. törvénycikk A kereskedelmi üzlet átruházásáról
- 1908. évi LVIII. törvénycikk A csekkről